# Seno cavernoso
Col termine di seno cavernoso ci si può riferire ai plessi venosi della loggia parasellare o alla loggia stessa, un compartimento anatomico pari e simmetrico che si trova lateralmente alla sella turcica.
Deve il nome all'anatomista che per primo lo descrisse, che lo paragonò ai seni venosi cavernosi del pene, dalla cui anatomia è in realtà completamente differente.

## Anatomia
Di ampiezza superiore al centimetro di diametro, si tratta di un compartimento pari e simmetrico localizzato lateroinferiormente al corpo sfenoidale, anteromedialmente all'apice petroso, posteriormente al canale ottico e inferiormente alla fessura orbitaria superiore.
La loggia parasellare non è solo venosa, ma è uno spazio nel quale decorrono anche il sifone dell'arteria carotide interna (tratto "C3", secondo la più comune segmentazione carotidea), coi suoi collaterali arteriosi nonché alcuni nervi cranici.
Non si tratta di un seno, poiché le sue pareti non sono tutte ricoperte da meningi.
I due fogli durali del tentorio superano l'apice petroso e raggiungono il processo clinoideo anteriore. Costituiscono la parete laterale e superiore. Il foglietto interno concorre a formare il cavo di Meckel.
Nella parete laterale, tra i due foglietti, può essere presente eventualmente un seno venoso laterale, esso è chiamato seno durale.
Si possono individuare inoltre altri due ulteriori sepimenti. Abbiamo quindi, in senso lateromediale, un foglietto esterno di dura madre, un setto di tessuto connettivo denso che avvolge il quarto paio di nervi cranici, il foglietto interno di dura madre nel cui contesto risiedono i nervi cranici III, V1 e V2, un setto di tessuto connettivo lasso che avvolge CN VI.

Tale configurazione è la presentazione più comune, essendovi diverse varianti anatomiche normali.
Nella parete mediale e inferiore si individuano la parte sellare e quella sfenoidea. La prima è per alcuni autori costituita da un foglietto meninegeo sottile (mentre le altre superfici ipofisarie sono ricoperte da due fogli durali). La parte sfenoidea è costituita da un solo foglietto di periostio, che continua nell'anello durale carotideo. La carotide (segmento C3 o sifone carotideo) aderisce alla parete mediale, medialmente alla quale si trova la parete laterale dell'osso sfenoide. In certe persone può anche non essere presente osso, ma solo la mucosa del seno sfenoidale; altra variante anatomica è costituita da un sifone carotico leggermente lateralizzato, non aderente.
La loggia parasellare non è cavernosa (venosa), poiché ospita almeno quattro plessi venosi (non cavernosi) che drenano dai circoli extra- e intracranico. A livello embrionario, al VII stadio, una parte forma i collettori venosi delle orbite, mentre una parte deriva dalla primitiva vena mascellare.
In base alla loro posizione in riferimento al sifone carotideo si differenziano in laterale, superiore, inferiore e posteriore. Può esistere anche un plesso mediale. Drenano attraverso il forame ovale nei plessi pterigoideo, basilare e nei seni petrosi superiore e inferiore. Altri punti di passaggio sono il foro rotondo, il forame lacero e il foro di Vesalio.
La carotide interna emette alcuni importanti collaterali nella loggia parasellare:
- il tronco meningioipofisario origina dal margine superiore del terzo centrale della curvatura posteriore del sifone, a 10,2 mm dal forame lacero, e si divide nelle arterie meningea dorsale (vestigia dell'arteria trigeminale fetale), ipofisaria inferiore e tentoriale di Bernasconi-Cassinari.
- il tronco inferolaterale emerge spesso dalla faccia inferiore o laterale del terzo centrale del segmento orizzontale del sifone a 3-13 mm dal tronco meningoipofisario. Dona le arterie tentoriale, oftalmica, mascellare, mandibolare, e le branche meningee.

## Storia
Galeno, dissezionando scimmie, osserva un plesso parasellare che ipotizza essere presente anche nell'uomo. Dopo Galeno nessun altro autore parla di questo compartimento anatomico, neanche Vesalio nella sua summa. Bisogna aspettare Winslow che, nel 1734 lo descrive come seno venoso durale spugnoso e lo battezza "seno cavernoso" paragonandolo ai corpi penieni.
Per comprendere meglio la sua natura occorre aspettare i lavori di Harvey sulle arterie e di Malpighi sui capillari. Ma è con la scoperta e la descrizione della fistola artero-venosa cerebrale che la loggia parasellare assume interesse clinico.
Prima di tali autori la fistola carotido-cavernosa era conosciuta dal popolino principalmente per il fatto che il segno più comune è la protrusione e la pulsazione del bulbo oculare. Questo particolare segno venne da sempre letto in maniera "magica".
È di Robichon la descrizione di un seno venoso inestensibile, attraversato da un vaso arterioso pulsante, proponendo il concetto di "cuore encefalico" che però non fa molta fortuna: tale ipotesi richiederebbe delle caratteristiche idrauliche che mal si adattano alla realtà anatomica e fisiologica di un sistema vascolare venoso cefalico.
Nel 1884 Langer rispolvera il concetto galeniano di plesso venoso, attualmente continuamente ed estesamente confermato da numerosi studi autoptici e microchirurgici.
Parkinson, nel 1964 parte proprio dalla descrizione della fistola carotido-cavernosa per abbattere ogni "superstizione" relativa alla loggia parasellare. Di tali concezioni permangono il nome, "seno cavernoso", e i disegni anatomici che, anche nella stessa letteratura microchirugica, laddove si parla di "plessi venosi", rappresentano comunque sempre un seno durale spugnoso.

## Patologia
Quando si parla di seno cavernoso spesso si parla di fistola carotido-cavernosa (FCC), patologia principe. Nel 1811 Travers riconosce e tratta la prima FCC.
Il segno più comune di FCC è la protrusione e la pulsazione del bulbo oculare.
Se in passato si pensava più comunemente interessata la carotide interna, ora si correla più sicuramente con rami della carotide esterna.
La FCC si distingue per eziologia, sede, flusso e tipologia di intervento.
- Tipo A: carotide interna
- Tipo B: rami della carotide interna
- Tipo C: rami della carotide esterna
- Tipo D: B+C

Solo il 25% sono traumatici. Più frequentemente coinvolgono la meningea media, ramo di ECA1 (segmentazione della carotide esterna) e sono spontanei, autolimitanti.

## Anatomia microchirurgica
Nella loggia parasellare si individuano dieci aree di accesso, chiamati "trigoni" o "triangoli":
1. clinoideo
2. oculomotore
3. supratrocleare
4. infratrocleare o del Parkinson
5. anteromediale o di Mullan
6. anterolaterale
7. posterolaterale o del Glassock
8. posteromediale o di Kawase-Shiobara
9. inferolaterale di Dolenc
10. inferomediale.